# دموکراسی در محیط کار
دموکراسی در محیط کار کاربست دموکراسی در تمام قالب‌های آن چون نظام انتخاباتی، مناظرات و ... در محیط کار می‌باشد.

## تعاریف
دموکراسی در محیط کار شیوه مدرن و پیشرفته تنظیم ساختار محیط کار است به این معنی که همه کارگران و کارکنان یک بنگاه اقتصادی، فرهنگی، اجتماعی و...، تصمیم گیرنده اصلی آن بنگاه هستند. ایشان تصمیم می‌گیرند چه تولید کنند، چطور تولید کنند، کجا تولید کنند و با درآمد حاصله چه کنند و رابطه کارفرما و کارگر در این بنگاه‌ها برقرار نیست. 
در این شیوه ساختار بندی محیط کار، برخلاف مدل سرمایه‌داری، دیگر سهامداران صاحب یک بنگاه اقتصادی و تصمیم‌گیرنده اصلی نیستند و کسی بدون کار کردن در این بنگاه نمی‌تواند در نحوه اداه محیط کار دخالت کند. 
در ایران پادکستی فارسی نیز به این نام چند سالی است که شروع به کار کرده تا مکالمه محور و یا روایی به تعریف این رویکرد بپردازد. در سایت آن ها نوشته شده:  
«دموکراسی درکار برنامه‌ای‌ست برای گسترش دموکراسی در محیط کار و فرهنگ کار اشتراکی در جامعه فارسی‌زبانان. ما معتقدیم برای رسیدن به عدالت اقتصادی و درمان ناکارآمدمی سیستم سرمایه‌‌داری می‌بایست در محیط کار دوگانگی بین کارفرما و کارگر از بین برود و برای اینکار کارگران و کارکنان بنگاه‌های اقتصادی می‌بایست تصمیم‌گیرنده اصلی درباره، تولیدات، نحوه تولید، مکان تولید،‌ ساختار تولید و در نهایت تصمیم‌گیرنده نهایی برای مصرف سود و مازاد به دست آمده باشند. 
تشکیل بنگاه‌های خودگردان (خویش‌فرمای) کارگری اولین قدم در این راه است و قدم نهایی، گذار از سیستم اقتصادی سرمایه‌داری به سوی یک سیستم دموکراتیک و عادلانه بر اساس این بنگاه‌های دموکراتیک است.
فاز اول این برنامه سری پادکست‌های دموکراسی درکار و دموکراسی درکار پلاس است.»
نوآم چامسکی هم از کسانی است که در این باره سخنان مهمی زده و جمله معروف او را نیز می توانید بخوانید (مستند Can we do it ourselves): 
دموکراسی اقتصادی به این معنی است که تمام مشارکت کنندگان و کارمندان موسسات اقتصادی در تصمیمات اقتصادی آن بنگاه سهیم باشند.